# Плава унија
Плава унија пoзнати и као Blue union су организована навијачка група окупљена око београдског и српског фудбалског клуба ОФК Београд.

## Oпште информације
Група је основана 1994. године, као основана група која подржава ОФК Београд. Припадници групе такође су познати и као „Офковци” и „Унионисти”.
Плава унија гаји пријатељство са навијачима Вождовца, Инвалидима, док је клуб још играо у другом рангу Југославије од 1996. до 1998. То пријатељство је остало до данас. Познато је и да су навијачи ОФК Београд збратимљени са навијачима ФК Динамо Москва.
Навијачи Плаве уније исказују љубав према свом граду, клубу и земљи многим креативним активностима. У марту 2011. године, Плава унија започела је пројекат под називом „Плава унија за зелени Београд“, који је посвећен промоцији здравог живота и екологије, као и подизању еколошке свести код свих људи који гледати утакмице на стадионима.  Такође њихова активност укључује садњу 100 дрвећа у Београду за 100 година клуба ОФК Београд, акцији очувања Омладинског стадиона и многе друге.

## Историјат
Када је Београдски спортски клуб (БСК) основан 1911. године, клуб који је доминирао на теренима Краљевине Срба, Хрвата и Словенаца развио је значајну базу навијача. Током неколико ратова који су се одиграли од оснивања БСК-а, турбулентна историја клуба произвела је негативне ефекте на просечну посећеност данашњих утакмица у којима ОФК Београд игра.
Организована група први пут се појавила 1984. године под именом „Blue Thunders“. Група је живела под тим именом до 1990. године, а када су на њих утицали успони национализма у Југославији, променили су име у „Соколови“. Група је званично расформирана 1993. године, отприлике годину дана након увођења санкција УН-а над СРЈ. Љубав навијача према клубу сигурно није заборављена и 1994. године је основана нова група Плава унија Београд. Име остаје наслов главне групе ултраса ОФК Београда.
Познато је да су навијачи ОФК Београда отпорни на прошле режиме. Деведесетих година, Милиционар Београд, прорежимски тим који подржава полиција, ушао је у прву лигу. Када је ОФК Београд први пут играо против њих, његови навијачи реаговали су стварањем транспарента на којем је писала порука „Голом против режима“.